# San Mateo, Florida
San Mateo este o comunitate neîncorporată (fără personalitate juridică) din comitatul Putnam, Florida, Statele Unite ale Americii.

## Istoric
Numită inițial Fort Caroline, localitatea a fost redenumită în San Mateo după ce fusese distrusă și apoi refăcută de spanioli.

## Geografie
San Mateo se găsește la coordonatele 29°36′25″N 81°35′06″W / 29.607°N 81.585°V, fiind situată la altitudinea de 22 m deasupra n.m. pe malul de est al râului Saint Johns (499 km), la sud-est de orașul de Palatka.